# Stato satellite
Il termine Stato satellite fa riferimento a una nazione che è formalmente sovrana, e riconosciuta come tale dalla comunità internazionale, ma che è in realtà dominata da una più grande potenza egemonica. In casi estremi, i paesi satelliti possono essere colonie virtuali, con scarsa indipendenza politica, economica o militare.
L'espressione viene usata più comunemente per descrivere le nazioni dell'Europa orientale che facevano parte del Patto di Varsavia, e che ricaddero sotto la sfera di influenza dell'Unione Sovietica (dal 1945-1948 al 1989). Anche Cuba fu accusata di essere un satellite sovietico, dopo che iniziò a ricevere aiuti economici e militari dall'URSS.
Il blocco orientale non accettava questa descrizione e si presentava come un gruppo di nazioni indipendenti e paritarie. Il blocco inoltre accusava gli Stati Uniti d'America di avere dei paesi satelliti nei membri della NATO, come Italia, Francia e Germania Ovest, oltre che a paesi satelliti sudamericani come El Salvador e Panama, e satelliti asiatici come le Filippine. Tra altre potenze del passato, la Germania nazista, il Primo Impero francese e la Cina imperiale sono talvolta indicate come nazioni che ebbero dei satelliti.

## Casi storici

### Storia romana
Uno dei primi esempi di Stati satellite, o meglio di "Regni clienti" appartiene alla storia romana, quando in numerose circostanze popolazioni "amiche" del popolo romano, a quest'ultimo furono assoggettate anche con un semplice controllo "indiretto" dei suoi regnanti, territori e relativi eserciti. Un tipico esempio fu quello del regno d'Armenia che per numerosi secoli rimase conteso tra Roma e la Persia.

### Epoca moderna
La storia fornisce numerosi casi antichi di Stati satellite, come il Regno di Granada durante l'ultima fase della Reconquista, Stato vassallo della Castiglia che trasportava oro africano in Europa oppure il Secondo Impero messicano sotto Massimiliano I del Messico (1864-1867), stabilito dall'Impero francese, oppure ancora la Francia durante il Regime di Vichy, diretto da Philippe Pétain (1940-1944), e satellite delle nazioni dell'Asse. È però con la fine del secondo conflitto mondiale che abbiamo gli esempi più numerosi di costituzione di sfere d'influenza.

### Epoca napoleonica
Durante il periodo della Rivoluzione francese e la successiva età napoleonica, periodo di continui conflitti militari, nacquero numerosi nuovi stati affiliati alla Repubblica francese e poi al Primo Impero, le cosiddette Repubbliche sorelle.

### Guerra fredda
Alla conclusione della seconda guerra mondiale, ci fu un'intesa tra gli Alleati, secondo la quale ogni Stato avrebbe temporaneamente occupato i territori conquistati durante la guerra, prima di ristabilire l'ordine delle nazioni dell'Europa occupata. Per la maggior parte, i territori occupati dagli anglo-statunitensi divennero democrazie liberali ad economia capitalista allineate agli USA, mentre i territori occupati dai sovietici divennero Paesi socialisti allineati all'URSS. Questa situazione portò alla divisione della Germania, in cui il settore di occupazione sovietica divenne la Germania Est, mentre i settori di occupazione americana, inglese e francese divennero Germania Ovest.
I membri dell'Europa orientale del Patto di Varsavia, la Polonia, la Cecoslovacchia, l'Ungheria, la Romania, la Bulgaria e la Germania Est, erano Stati satellite controllati da Mosca. Mentre i leader sovietici sostenevano che le nazioni del Patto di Varsavia fossero tutte uguali, e sarebbero entrate in un ente di mutua alleanza, la realtà era diversa e le decisioni venivano di fatto prese in Unione Sovietica e imposte se necessario con la forza. Ad esempio, quando i capi polacchi comunisti cercarono di eleggere Władysław Gomułka come Primo Segretario, fu imposto loro un ultimatum dai militari sovietici che presidiavano la Polonia, ordinando loro di ritirare l'elezione di Gomulka, per evitare di essere schiacciati dai carri armati sovietici.
La Primavera di Praga nel 1968 portò all'invasione della Cecoslovacchia da parte del Patto di Varsavia. Per giustificare l'azione, l'URSS citò la dottrina Brežnev, che sosteneva il dovere per tutti i Paesi socialisti di proteggere un altro Stato socialista dalla caduta verso il capitalismo. Il blocco occidentale interpretò la dottrina Brežnev come espressione dell'autorità di Mosca sugli altri Stati comunisti.
Gli analisti politici statunitensi e il pubblico americano avevano la certezza così forte che i Paesi dell'Europa orientale fossero Stati fantoccio nelle mani dell'URSS che l'insistenza di Gerald Ford durante un dibattito nella campagna elettorale presidenziale del 1976 sul fatto che l'Europa orientale non era di fatto dominata dall'Unione Sovietica, fu considerata una gaffe, portando l'oppositore Jimmy Carter a replicare che avrebbe voluto vedere Ford convincere i cechi e i polacchi che non stavano vivendo sotto la dominazione sovietica. Allo stesso modo, nel 1987 il Presidente Ronald Reagan, in un discorso al Muro di Berlino, non sfidò il capo della Germania Est, ma direttamente il leader sovietico Michail Gorbačëv ad abbattere il muro.
Gorbačëv alla fine rinunciò alla dottrina Brežnev, chiamando la sua politica "dottrina Sinatra", riprendendo la canzone My Way, a causa degli espliciti riferimenti ai paesi dell'Europa orientale a decidere da soli gli affari interni. In soli due anni di abbandono della dottrina Brežnev, i regimi comunisti dell'Europa dell'est crollarono e gli Stati ricercarono migliori relazioni internazionali con i Paesi dell'Europa occidentale, abbandonando i legami con l'Unione Sovietica.

#### Movimento dei Non-Allineati
È di solito dovuto a un desiderio di maggior indipendenza il fatto che molti Stati si siano associati al Movimento dei Non-Allineati, o che si siano ritirati dalla politica della guerra fredda. Anche un certo numero di Stati socialisti seguì questa strada, scegliendo di non schierarsi né con l'URSS né con il blocco capitalista. Un esempio è la Jugoslavia, che fondò il Movimento dei Non-Allineati per restare fuori dalla politica della guerra; anche la Romania sfidò l'Unione Sovietica in molte aree. La Corea del Nord è un altro Stato socialista che ha scelto un percorso indipendente, abbracciando completamente l'isolazionismo sotto l'ideologia di Juche.
Quando il Partito Comunista Cinese sconfisse il Kuomintang nel 1949 nella guerra civile cinese, molti nell'Occidente credevano che Stalin avrebbe finito per rendere la Repubblica popolare cinese uno Stato fantoccio. La rottura della Cina con l'URSS fece cadere quest'ipotesi, lasciando la Cina una potenza indipendente e permettendo al Presidente Richard Nixon di approfittare della rottura nel 1972, facendo visita a Mao Zedong in Cina per aprire relazioni diplomatiche.
L'Albania comunista cambiò più volte alleati durante la guerra fredda. All'inizio era infatti alleata con la Jugoslavia di Tito, in seguito si scostò da questa per legarsi all'URSS di Stalin ma dopo la morte di quest'ultimo, a seguito delle posizioni revisioniste assunte dal PCUS, si avvicinò alla Cina, l'unica potenza rimasta stalinista dopo il 1956. Alla morte di Mao Zedong, nel 1976, il Paese si trovò privato del suo più stretto alleato e preferì inaugurare una stagione di estremo isolazionismo che terminerà solo nel 1992 con il crollo del regime comunista.